# 李昭道
李昭道（675年—758年），字希俊，中国唐代画家。
李昭道出自唐朝宗室郇王房，是郇王李祎（太祖李虎第六子）的玄孙，长平肃王李叔良的曾孙，华阳郡公、原州长史李孝斌的孙子，隴西郡公李思訓之子，李林甫從父兄。李昭道曾官至太原府倉曹、直集賢院，官至太子中舍。擅繪青綠山水，世稱小李將軍。兼善鳥獸、樓台、人物，並創海景。畫風巧贍精緻，雖“豆人寸馬”，也畫得鬚眉畢現。
李昭道的作品现今罕见，《春山行旅图》、《明皇幸蜀图》等很有可能是后人摹本。  

## 圖片
- 明皇幸蜀图（局部）
- 传李昭道《春山行旅图》
- 传李昭道《洛阳楼图》
- 传李昭道《龙舟竞渡》